# 山魈

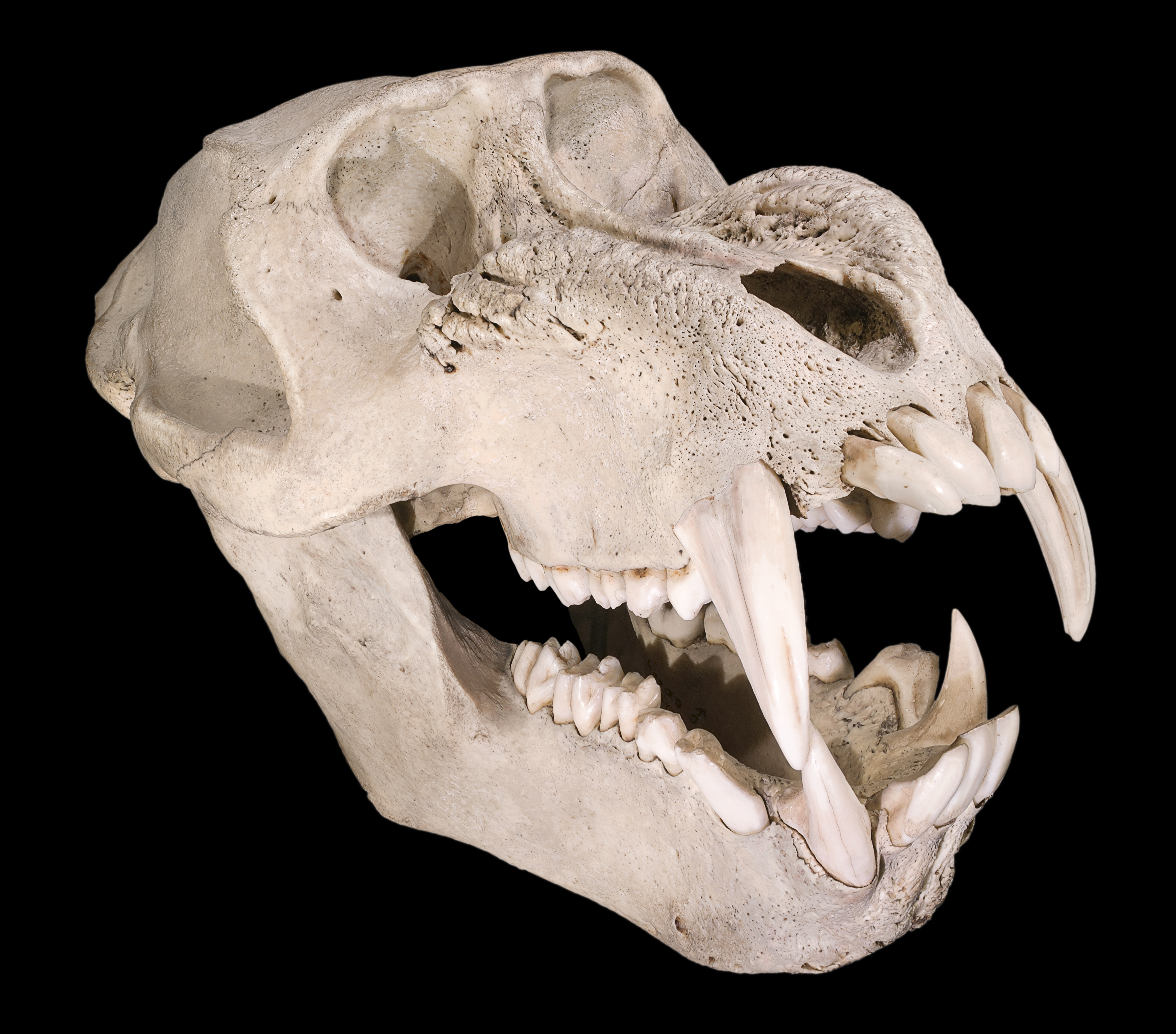
雄性山魈的顱骨

山魈，俗稱彩面狒狒，是猴科山魈屬的一種，該屬另外一種動物是鬼狒，過去這兩种動物曾被歸入狒狒屬。山魈是世界上最大的猴。

## 特徵
體毛為橄欖色，雄性面部的色彩較豐富，且隨著性成熟的程度增加。雄性體重可達30公斤，雌性大約只有一半。體長可達1米。圈養條件下壽命最多為25年。
雄性性情兇猛，偶爾能嚇跑豹。

## 棲息地
山魈主要生活在喀麥隆南部、加蓬、赤道幾内亞和剛果的熱帶雨林中。

## 行爲特點
群居動物，為母系社會，族群主要由幾頭母山魈構成。而一個族群通常只有一隻成年公山魈，其他大部分成年公山魈需離開獨居。

## 食性
雜食性。主要是地面上的植物、昆蟲和其他小動物。天敵是豹，但成年山魈性情凶猛，豹也不敢轻易招惹。
大群山魈能夠大規模破壞人類莊稼，因此被視爲農業害獸。但目前由於偷獵和棲息地的減少，生存也面臨威脅。

## 繁殖
孕期約為6-7個月，每年一月到四月間產仔。山魈在一年任何時候都可能發情，從而進行交配 。

## 圖片

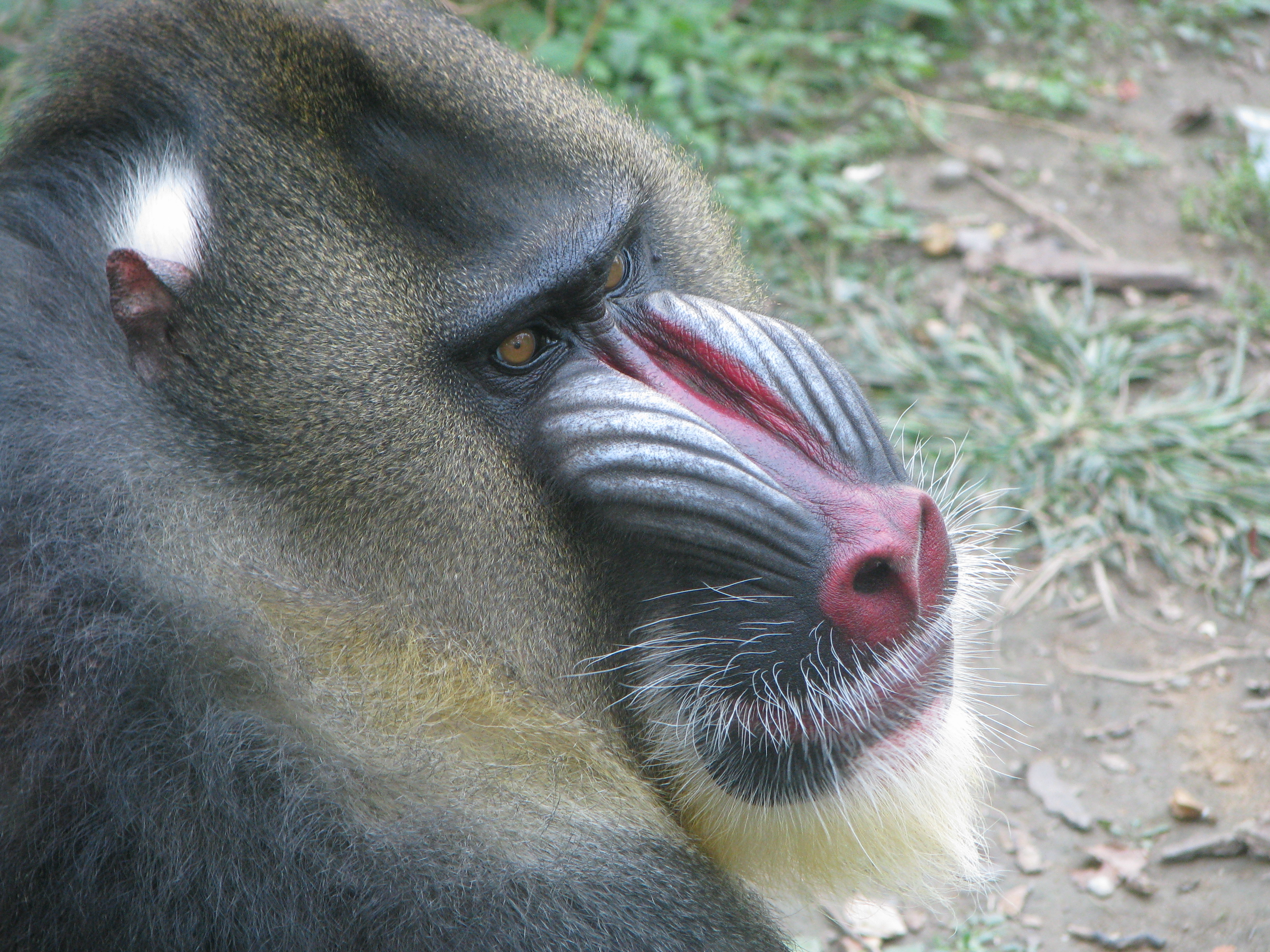
北京动物园里的山魈
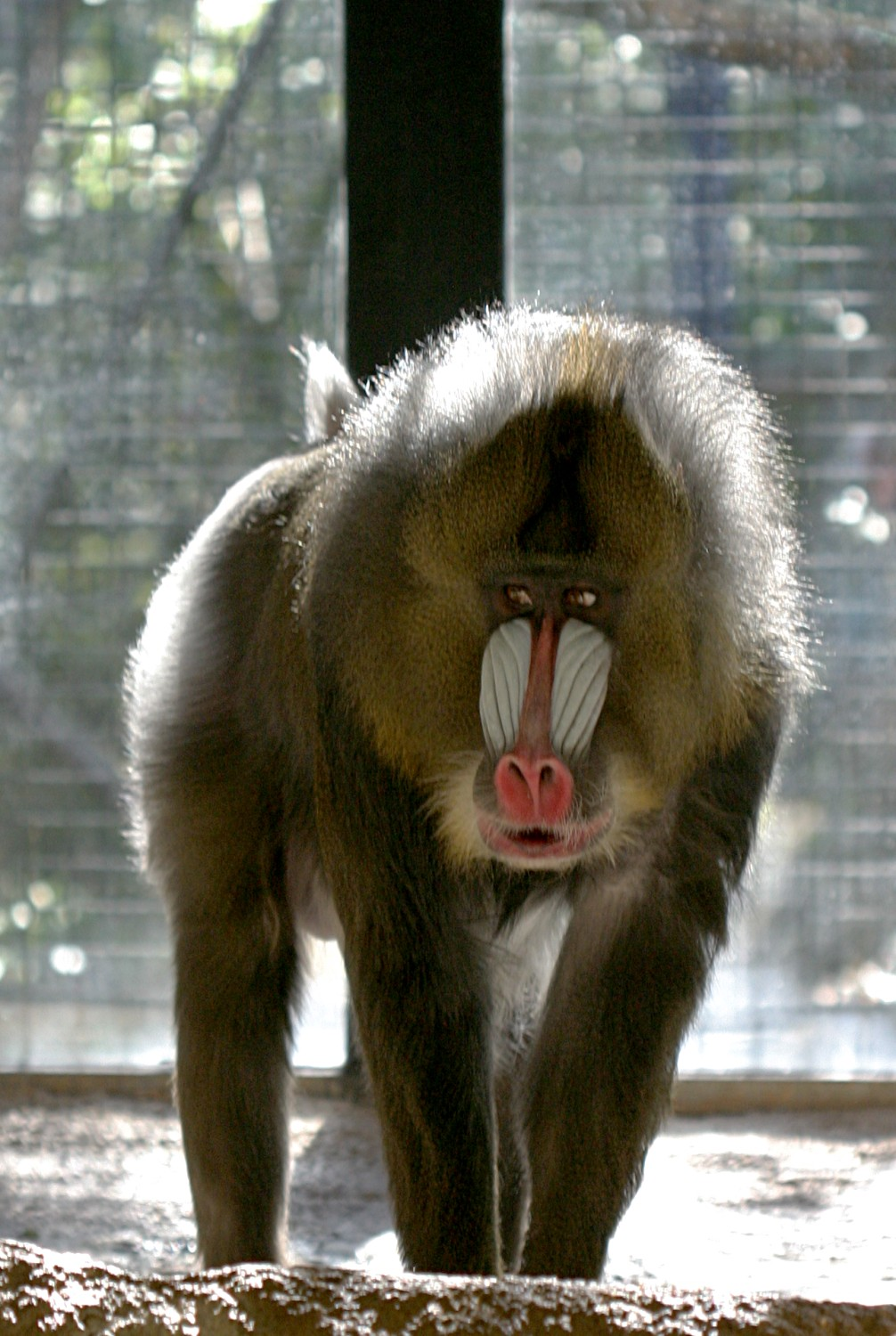
動物園裏的山魈
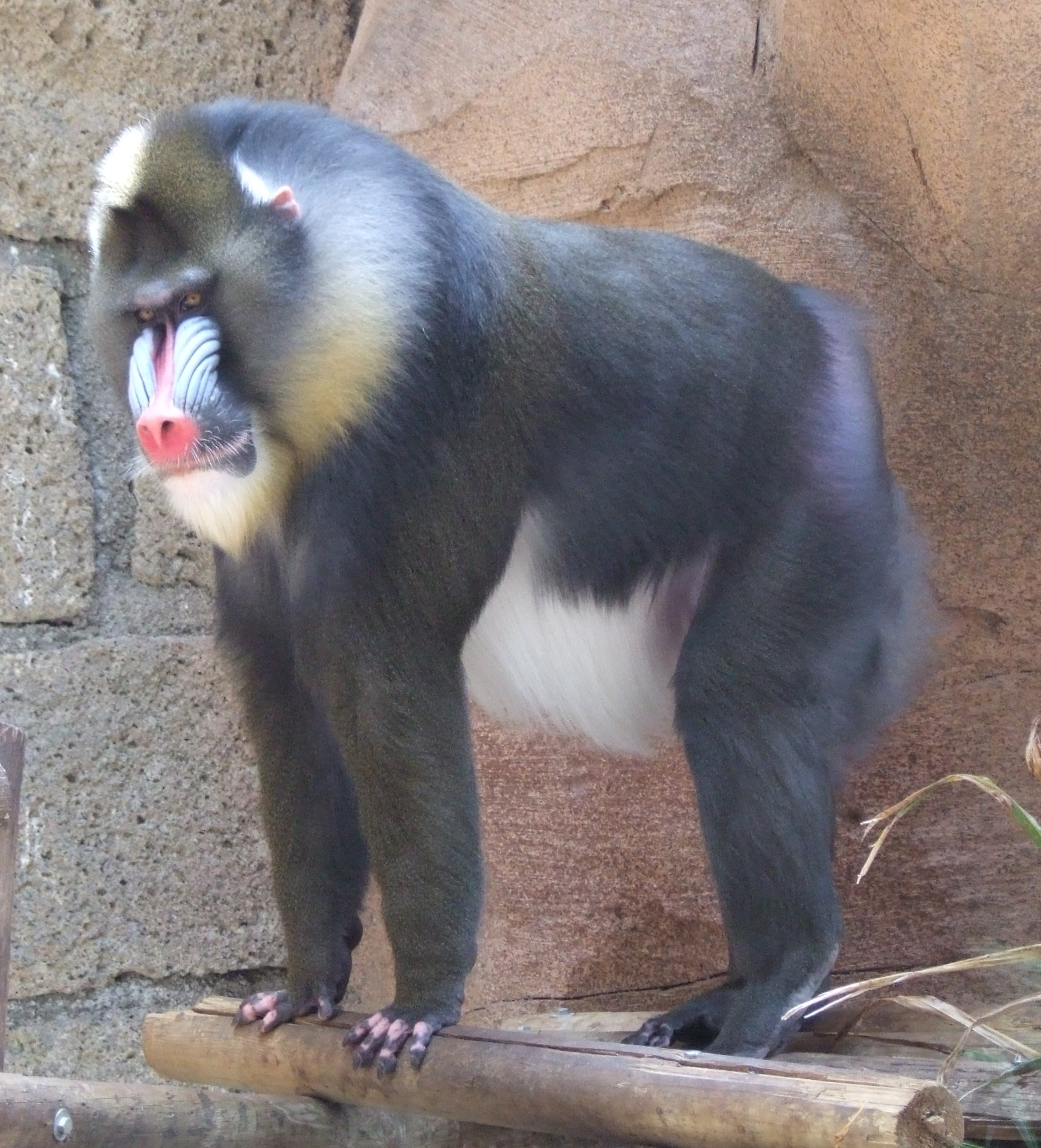
在 特內里費島拉斯阿吉拉斯森林公园（英语：Las Aguilas Jungle Park）
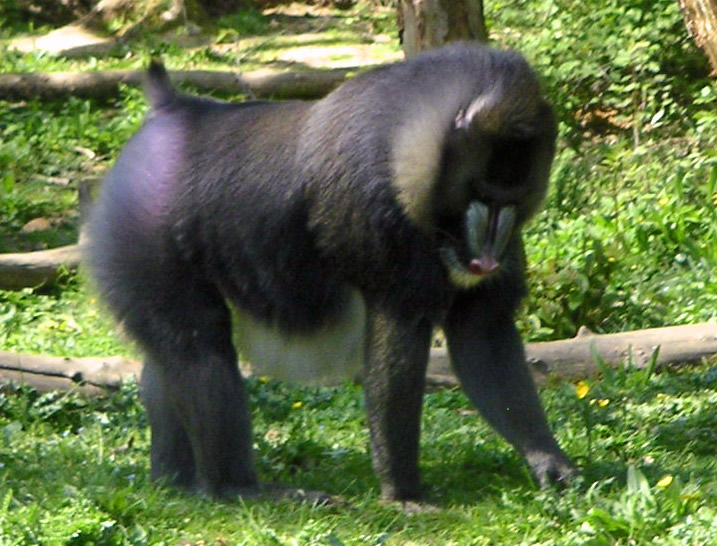
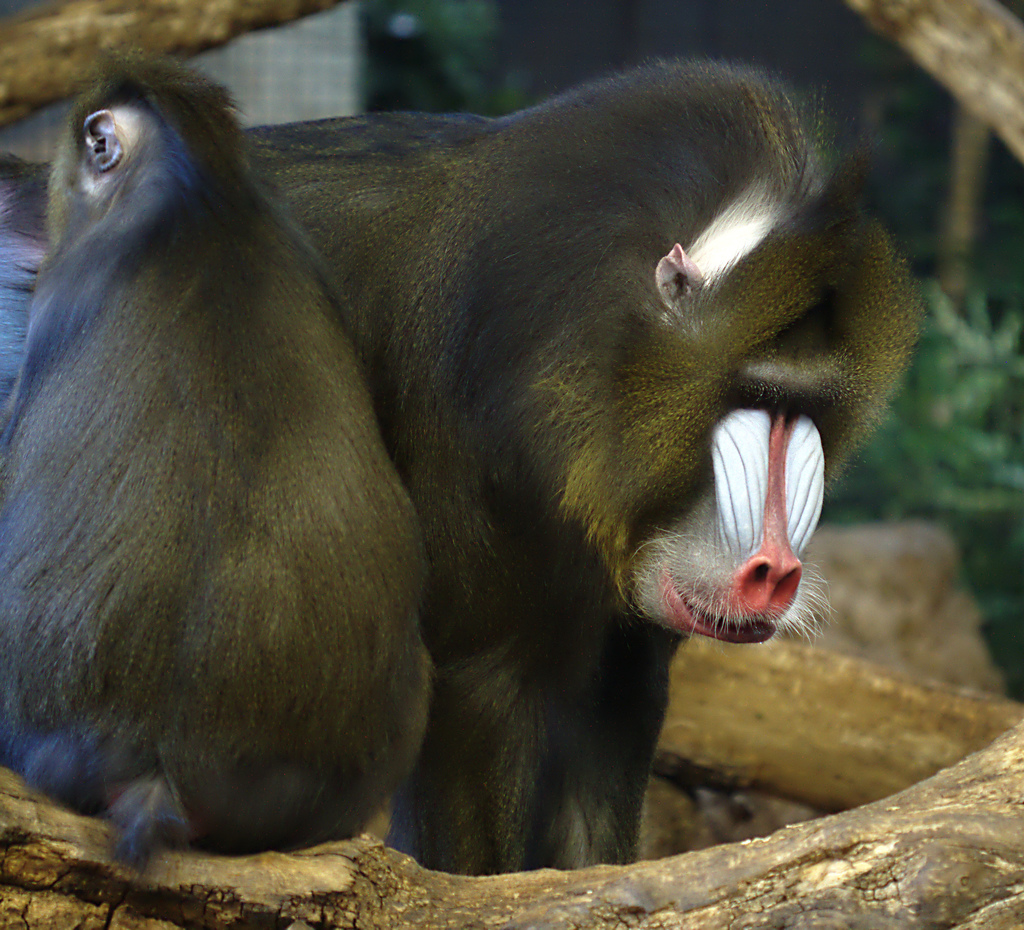
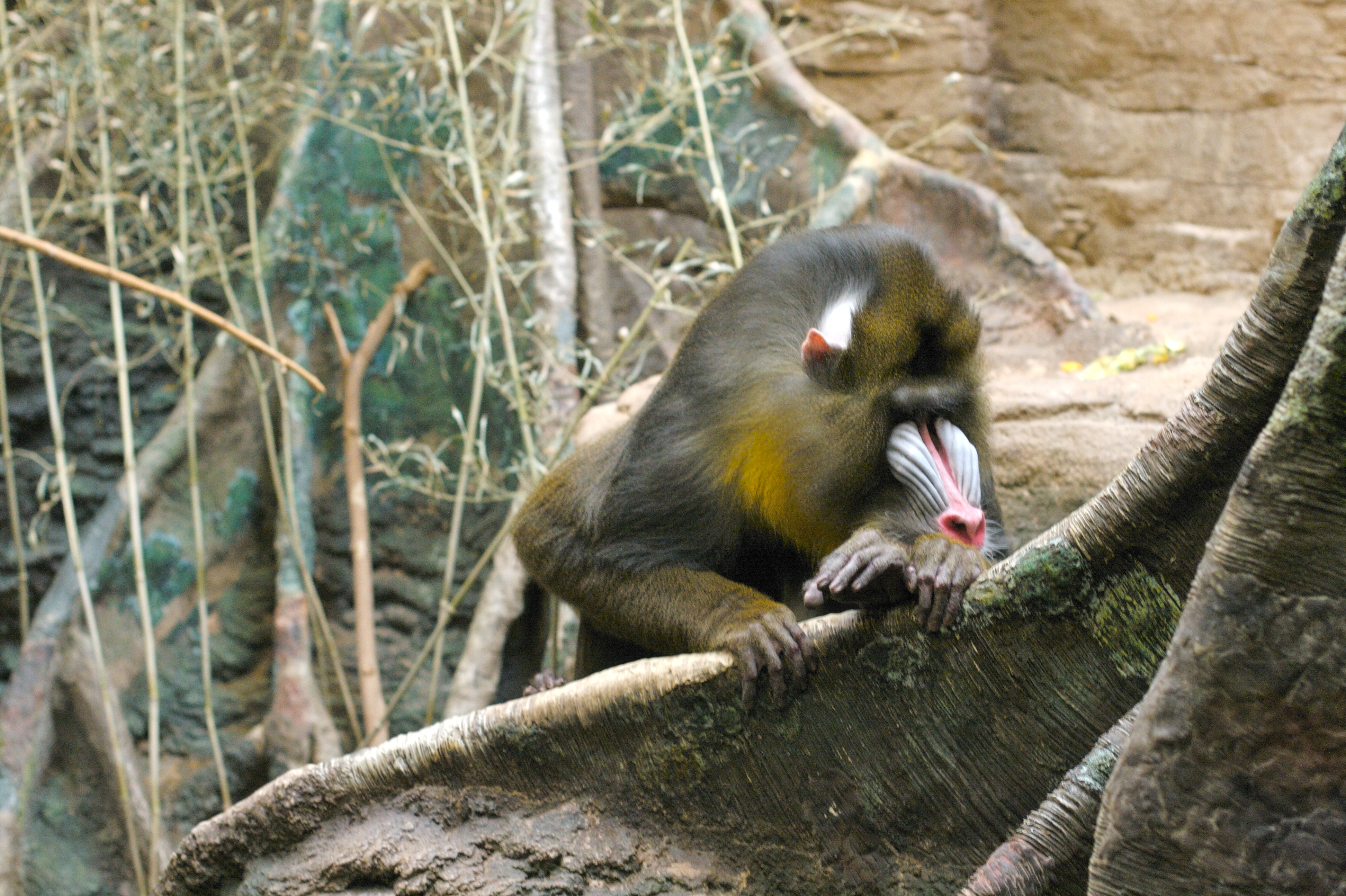
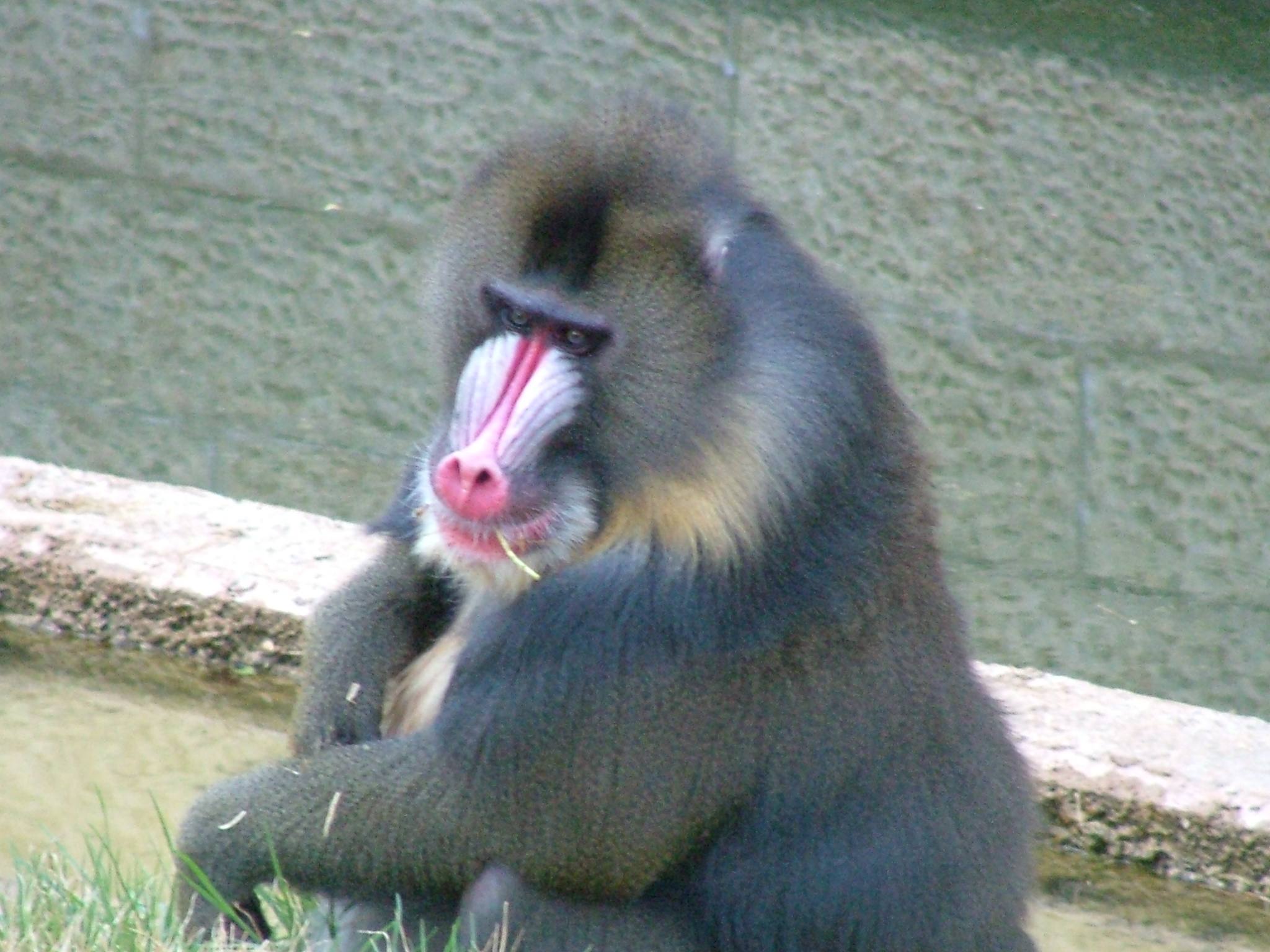
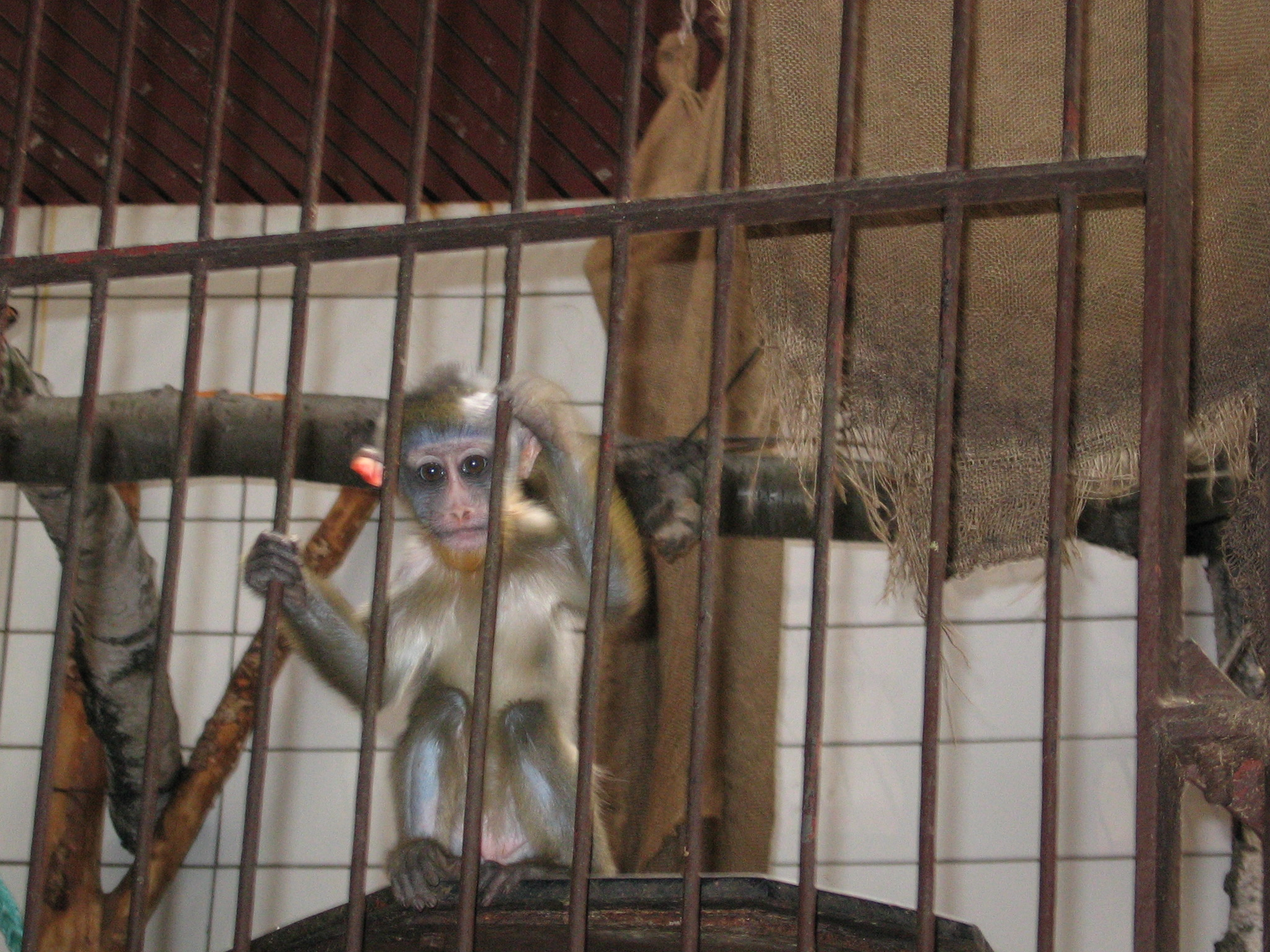
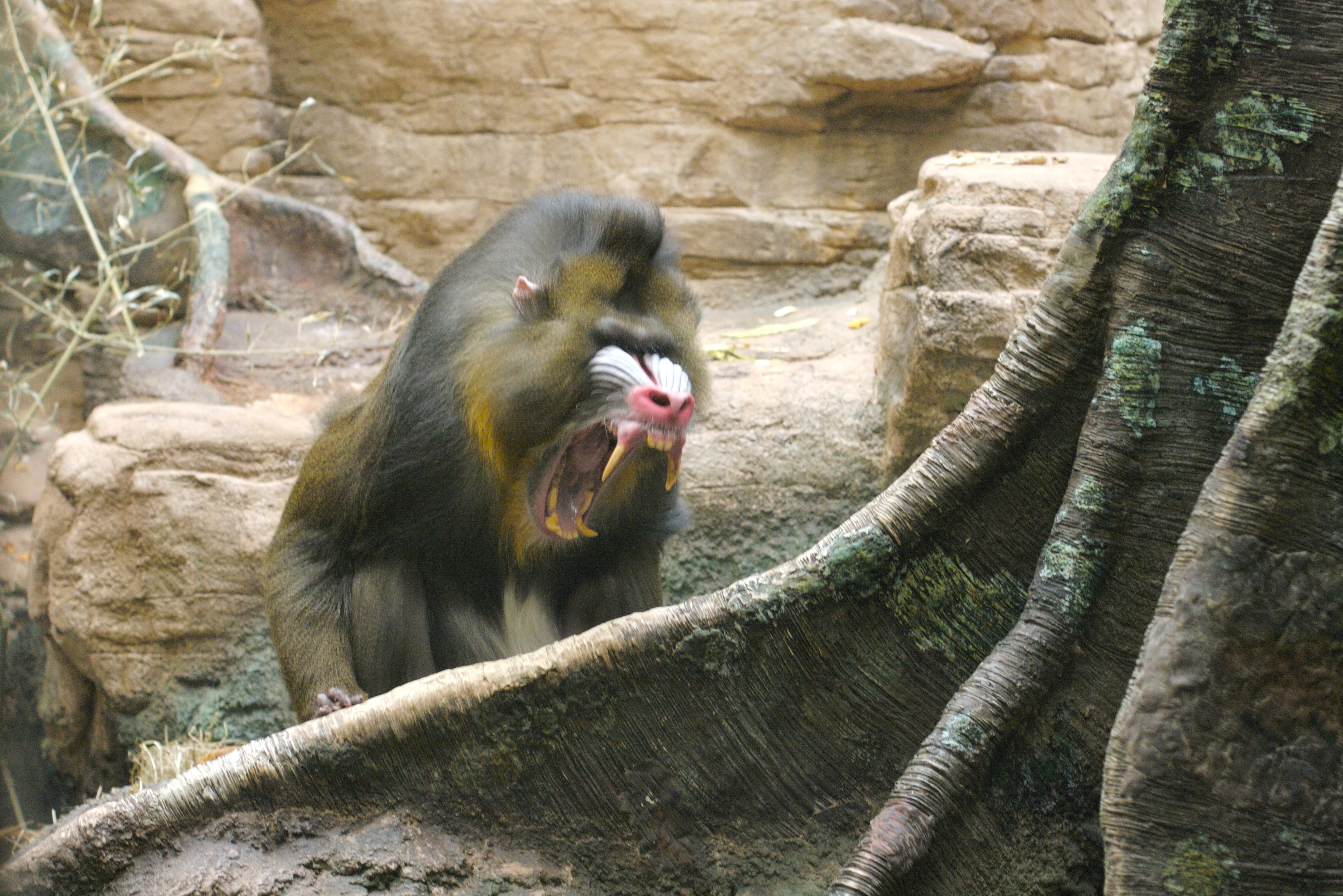
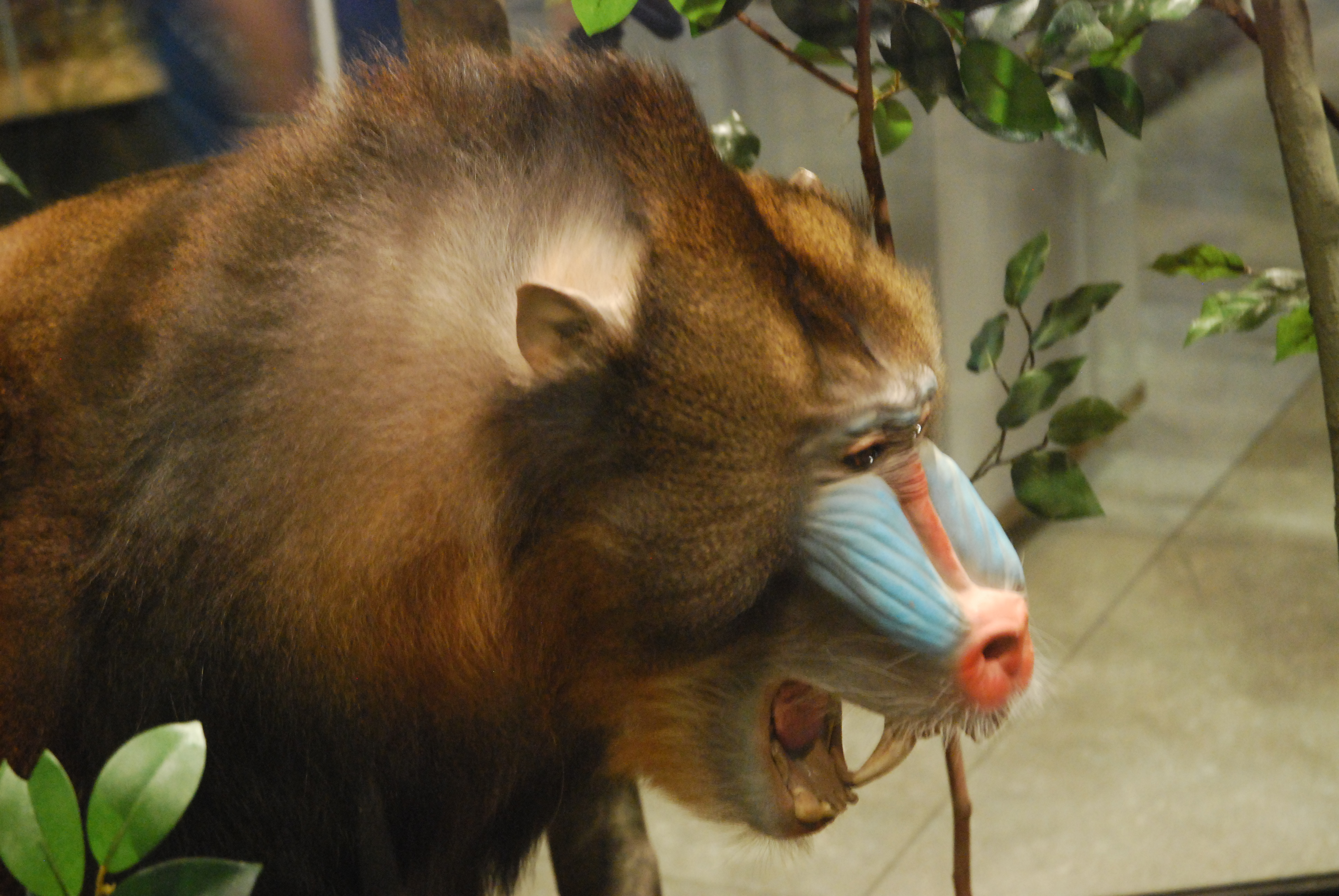
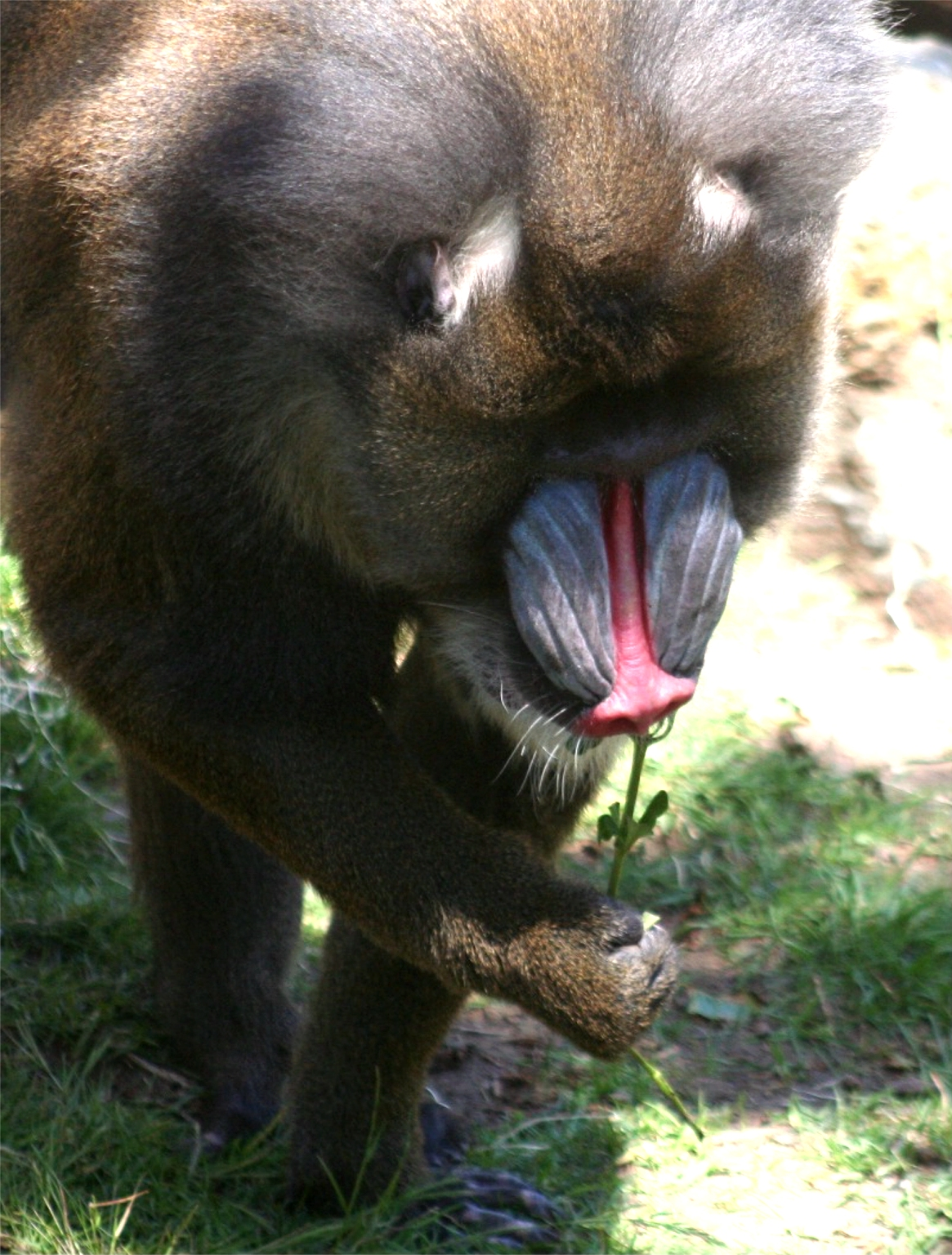
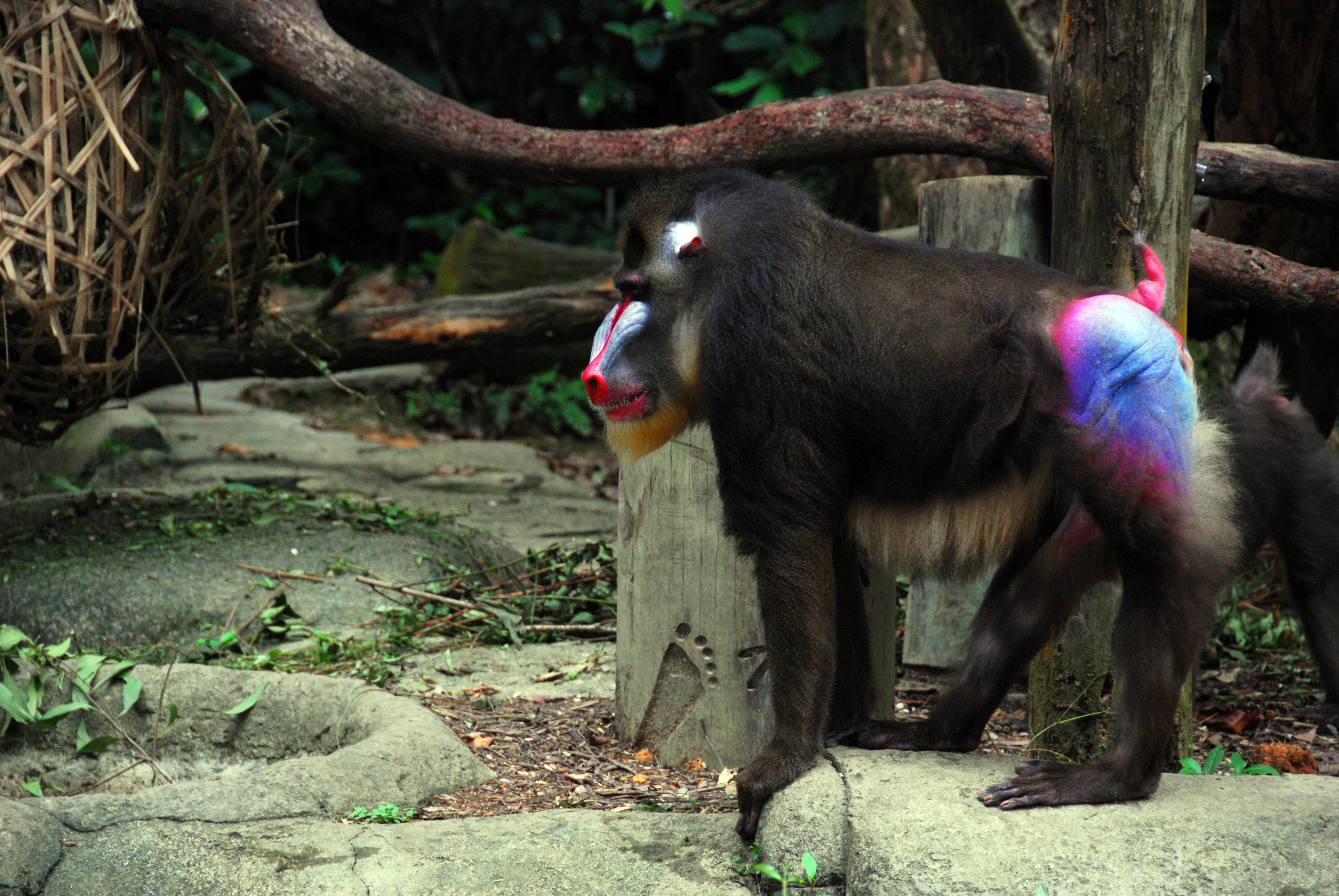
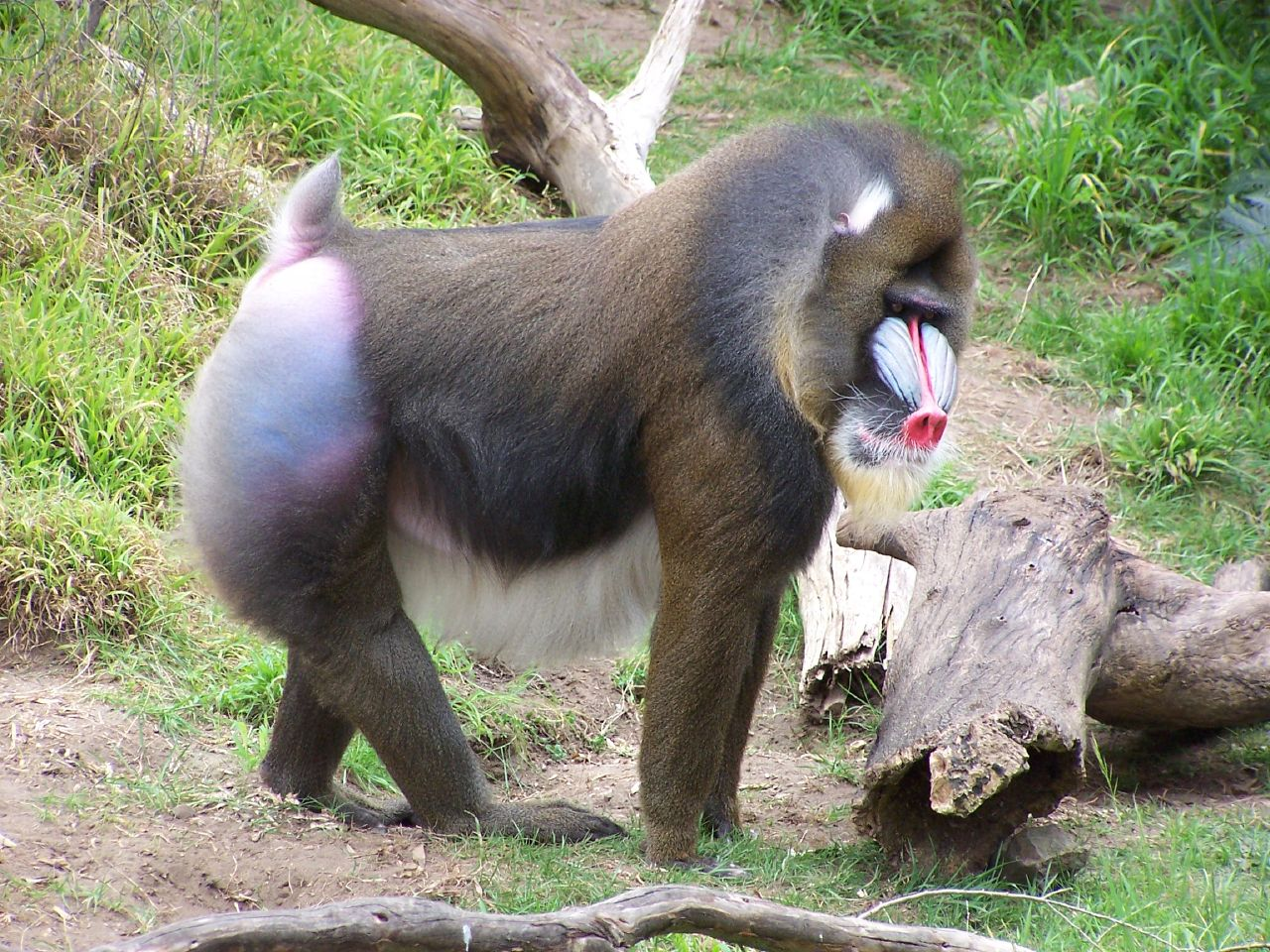
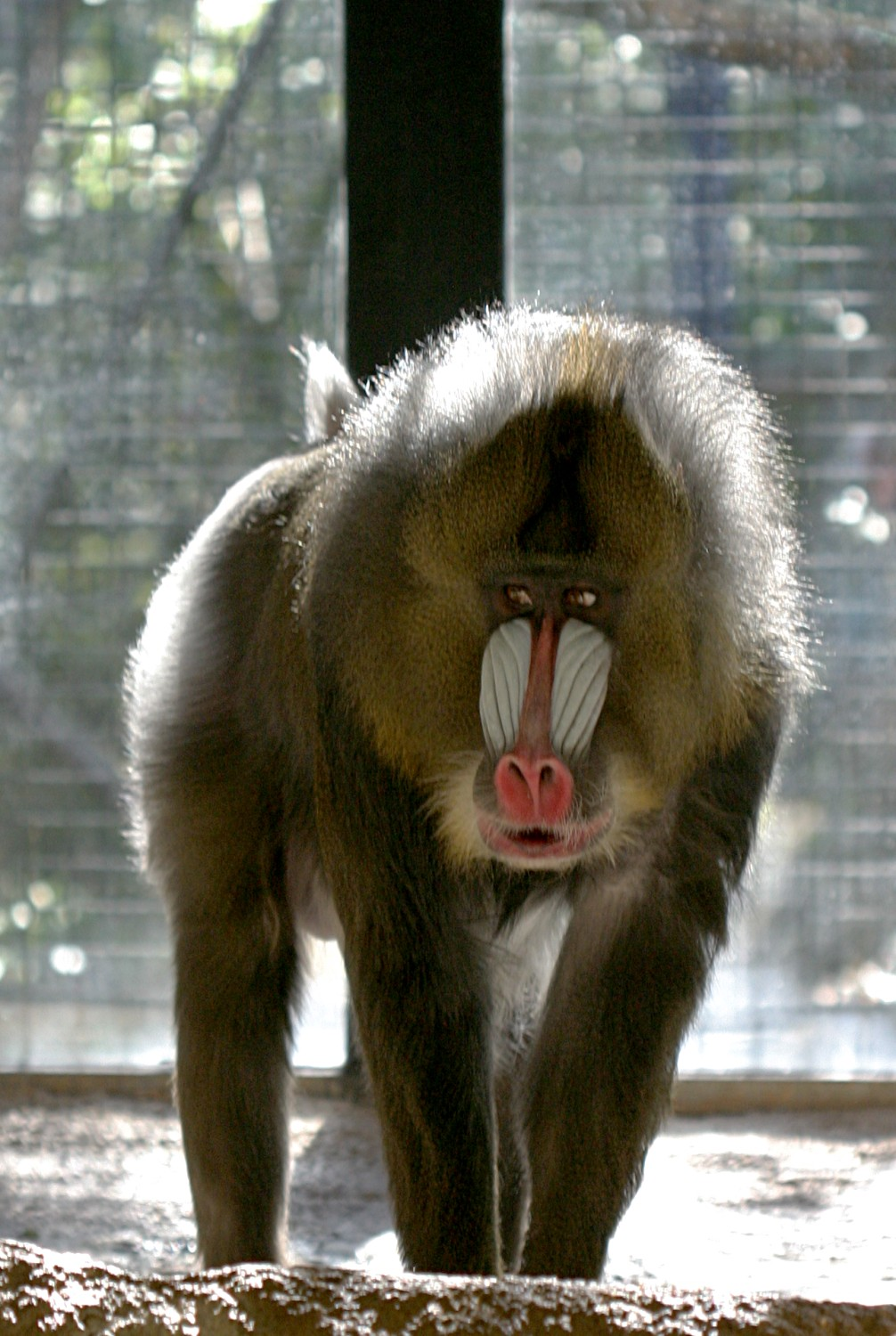
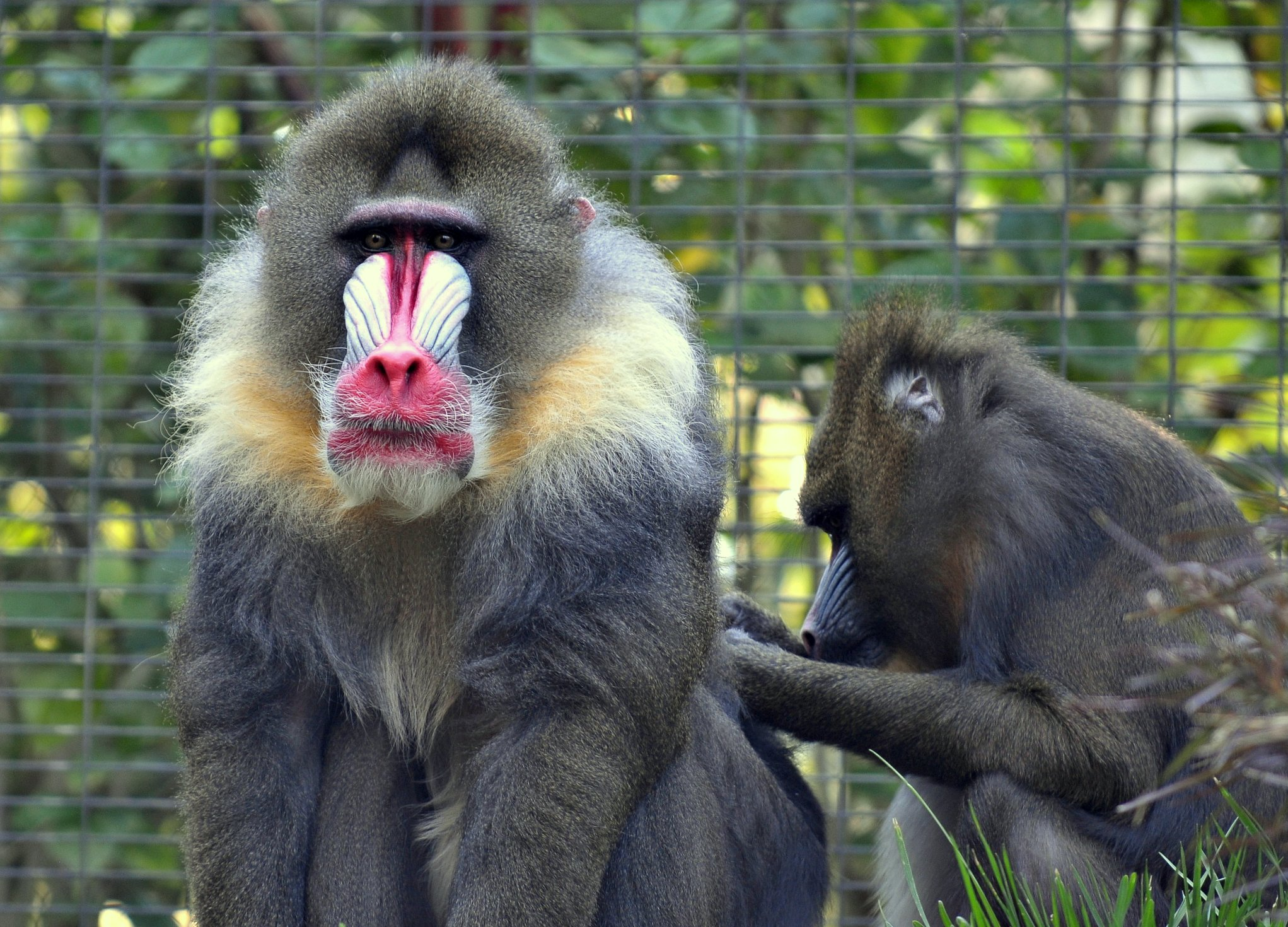
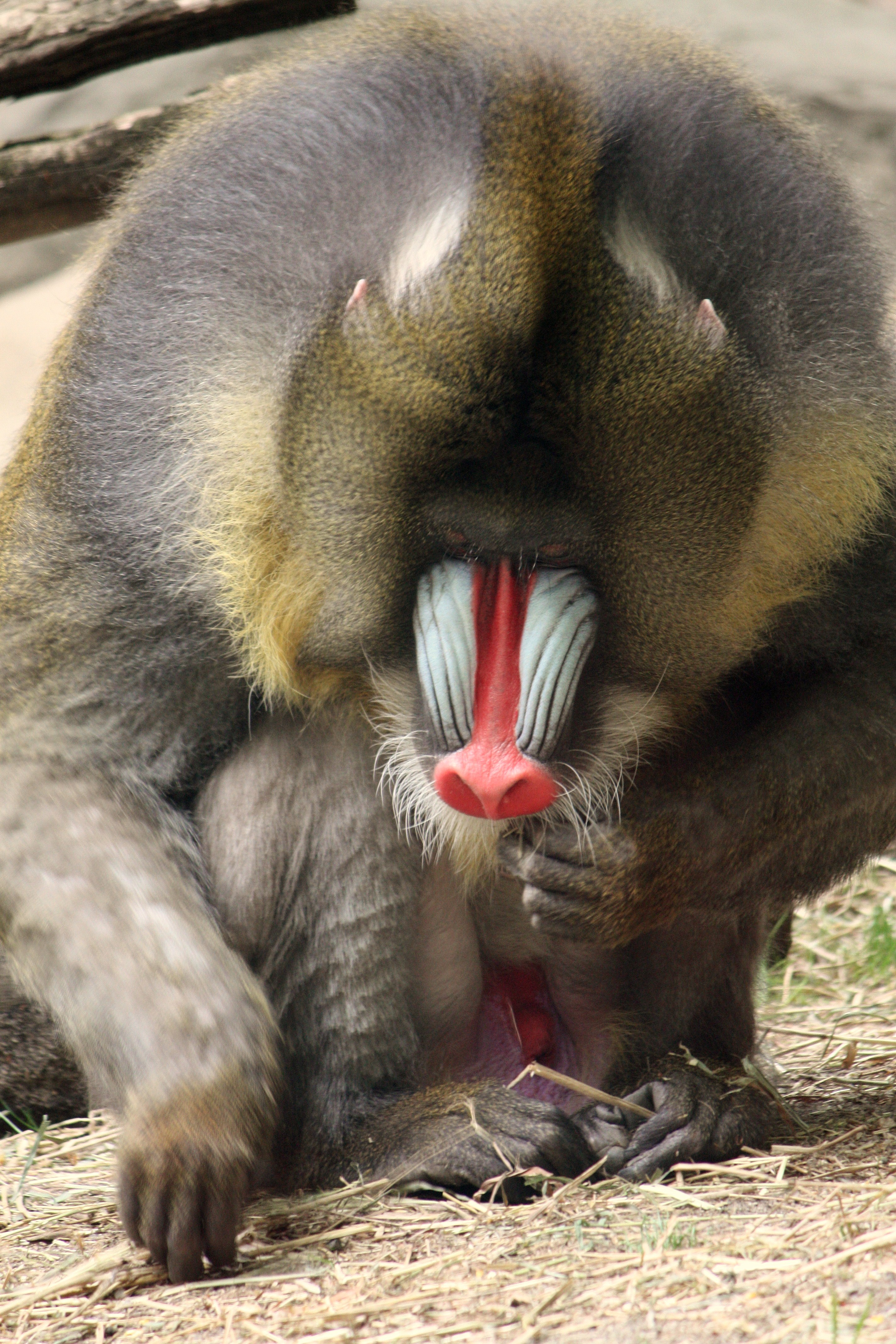

## 註解
1. ↑  「魈」，拼音：，注音：，音同「宵」